# الهان (امیرداغ)
الهان (به ترکی استانبولی: Elhan) یک منطقهٔ مسکونی در ترکیه است که در امیرداغ واقع شده‌است.